# Draconarius linzhiensis
Draconarius linzhiensis là một loài nhện trong họ Amaurobiidae.
Loài này thuộc chi Draconarius. Draconarius linzhiensis được Hsen Hsu Hu miêu tả năm 2001.